# Ted Sturgis (Musiker)
Columbus „Ted“ Sturgis bzw. Columbus „Mohawk“ Sturgis (* 25. April 1913 in Cape Charles, Northampton County, Virginia; † 18. Oktober 1995 wahrscheinlich in New York City) war ein US-amerikanischer Jazzmusiker (Kontrabass, auch E-Bass, Gitarre, Tenorsaxophon).

## Leben und Wirken
Sturgis begann mit fünf Jahren Klavier zu spielen; als Bassist spielte er Ende der 1930er-Jahre bei Roy Eldrige, in den 1940er-Jahren u. a. mit Mildred Bailey, Franz Jackson, Benny Carter, Billie Holiday („All of Me“), Fletcher Henderson, Louis Armstrong, Eddie Heywood und Sarah Vaughan. 1945 trat er im Trio mit Stuff Smith und Billy Taylor in der New Yorker Town Hall auf („Perdido“), im folgenden Jahr tourte er mit Don Redman durch Europa. In dieser Zeit nahm er in Paris mit Don Byas („Mohawk Special“), Tyree Glenn und Peanuts Holland auf. Nach seiner Rückkehr nach New York arbeitete er vorwiegend als freischaffender Musiker, u. a. mit Milt Buckner, Cozy Cole und Chris Powell, in den 1970er-Jahren war er noch an Buddy Tates Soundtrack zu L'Aventure Du Jazz beteiligt; letzte Aufnahmen entstanden 1976 mit Tate, Jay McShann und Paul Quinichette (Kansas City Joys). 1977 trat er u. a. mit Ruby Braff und Clarence Hutchenrider im New Yorker Club Jimmy Ryan’s auf. Er wirkte außerdem bei Plattenaufnahmen der R&B- und Bluesmusiker Willie Mabon, Bobby Parker und Joe Thomas mit. Im Bereich des Jazz war er zwischen 1939 und 1976 an 41 Aufnahmesessions beteiligt.